# Carlos Chagas (hijo)
Carlos Chagas Filho (hijo) (Río de Janeiro 12 de septiembre de 1910- Río de Janeiro 16 de febrero de 2000), es un médico, biólogo y científico que desarrolló trabajos de investigación en el área de bioelectrónica y neurociencia.
Era hijo del también médico Carlos Chagas. 
Cursó estudios de medicina en la Facultad de Medicina de Brasil, (actualmente Universidad Federal de Río de Janeiro). Se especializó en biofísica y en 1937 fue designado profesor de Física Biológica en la Facultad de Medicina. 
Ocupó la presidencia de la Academia Brasileña de Ciencias. Desde 1972 hasta 1988 presidió la Academia Pontificia de las Ciencias de la Santa Sede, desempeñó un rol destacado en la rehabilitación de Galileo Galilei por parte de la Iglesia católica.  

## Obra
La principal contribución científica de Carlos Chagas hijo fue en el ámbito del estudio de las electroplacas del "poraquê" o anguila eléctrica (Electrophorus electricus), un pez eléctrico de agua dulce propio del río Amazonas. Con su grupo realizó trabajos importantes y originales en la comprensión de su anatomía y electrofisiologia, citoquimica, como en su sistema de control nervioso. Carlos descubrió las estructuras de comando en el cerebro que controlan las descargas eléctricas. También descubrió que las electroplacas poseen dos tipos de excitabilidad, una directa, y otra que es un reflejo a través de las conexiones nerviosas. También estudió los efectos del curare sobre las electroplacas, que son músculos estriados modificados y por lo tanto poseen transmisión sináptica basada en aceiylcoline (curare es un antagonista de este  neurotransmisor). El Dr. Chagas  hijo aisló el receptor de membrana.